# Sac isothermique

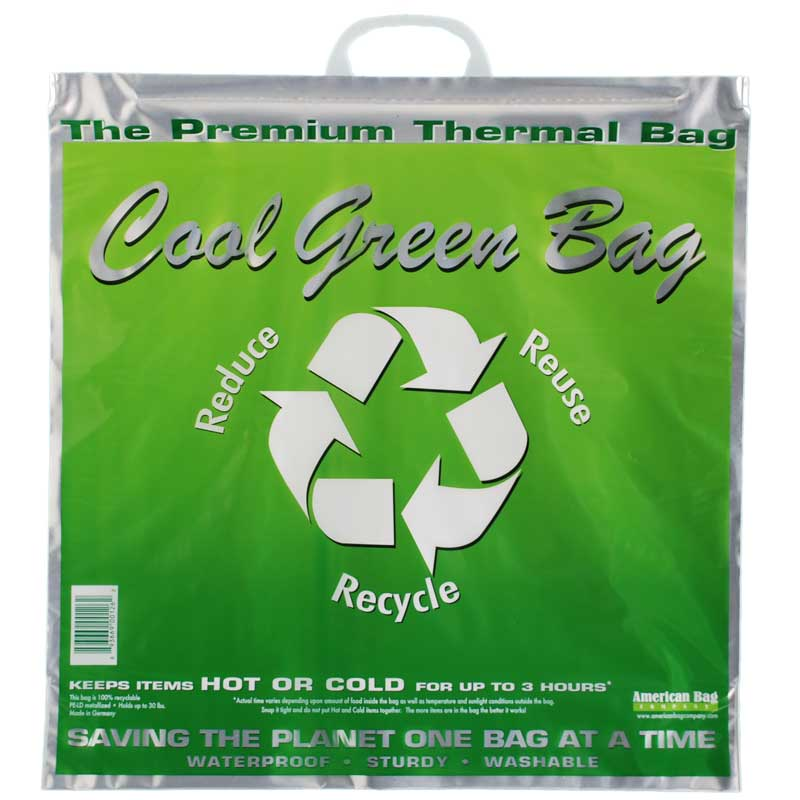
Un sac isotherme.

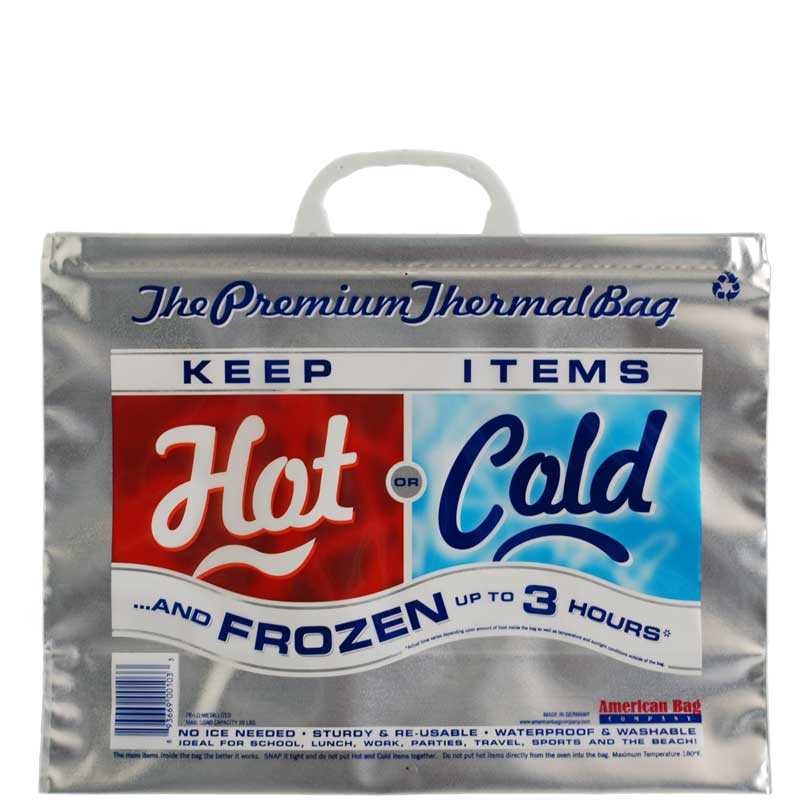
Un autre sac isotherme.

Un sac isothermique (ou sac isotherme) est un sac, souvent constitué de 3 couches : une couche intérieure en polyéthylène apte au contact alimentaire, une couche intermédiaire composée de mousse polyéthylène à cellules fermées, une couche extérieure composée d'un complexe polyester/polyéthylène souvent de couleur argentée, ou de polyéthylène imprimé ou blanc. Le sac isotherme permet de transporter les aliments surgelés ou les produits pharmaceutiques thermosensibles plus longtemps en minimisant le risque de rupture de la chaîne du froid, notamment par l'ajout d'un gel eutectique réfrigéré entre -2 °C et -8 °C qui permet de ralentir les échanges thermiques.
La notion de « durée de protection isothermique » ou de « préservation des produits thermosensibles frais et/ou surgelés » pour un sac isotherme souple ou rigide ne peut-être formelle et qualifiable puisque de trop nombreux paramètres influençant cette « durée » ne sont pas constants et donc maîtrisables (taux de remplissage du sac ou masse volumétrique, distance entre le point d'achat et le domicile, types d'emballages des produits achetés et déposés dans le sac, conditions météorologiques, comportement du consommateur dans l'utilisation du sac).
Le terme « sac isotherme » ou « pochette isotherme » n'est pas correct dans une approche thermique, rien n'indique que la température à l'intérieur est constante (contre-exemple : une réaction exothermique ou endothermique a lieu dans le sac). L'adjectif adapté est adiabatique, on peut aussi parler de sac athermane ou calorifugé.

## Historique
Le concept du sac isotherme a été officiellement déposé en 1983 par Ingrid Kosar (Illinois, États-Unis). En 1984, Domino's Pizza exploite pour la première fois le sac isotherme afin de livrer des pizzas chaudes à ses clients. Rapidement le produit est adopté par l'État américain : contrats avec l'armée (1985), utilisation par la Maison-Blanche (1987). En 1993, lors d'une mission spatiale, la Nasa embarque le premier sac isotherme dans l'espace.

## Utilisation médicale
Au-delà de l'utilisation standard (produits surgelés, frais, glaces, boissons), les propriétés d'isolation thermique autorisent le transport de produits pharmaceutiques  : 
- vaccins,
- médicaments,
- Transport des plaquettes de sang, sondes urinaires, insuline pour diabétique.